# Zemlja snova (festival)
Zemlja snova ili prema izvornom nazivu Krajina mrij (ukr. Країна мрій); je međunarodni festival narodne glazbe i običaja koji je u Ukrajini prvi puta otvoren 2004. godine na inicijativu poznatog ukrajinskog glazbenika Oleha Skripke. Festival se održava svake godine početkom mjeseca srpnja, u isto vrijeme kad i staroukrajinski kršćanski blagdan Sveto Ivana Kupale. Festival zrači posebnom kombinacijom unikatne i bogate pogansko-kršćanske kulture karakteristične za rano ukrajinsko srednjovjekovlje.
Festival Zemlja snova traje do 5 dana i održava se u Spivočomu polju kod grada Kijeva. Na festivalu se pronalaze razne zanimacije i zanimljivosti iz tradicionalnog života Ukrajinaca i drugih naroda. Također se održava sajam knjiga, izložba narodne umjetnosti, prezentiraju se stari običaji i zanati, zatim kuhinja, itd. Na festivalu svake godine sudjeluju zemlje iz gotovo cijele Europe počevši od Rusije i Finske pa do Francuske i Velike Britanije.

## Vanjske poveznice
- Službene stranice festivala; Krajina mrij (Zemlja snova)  Arhivirana inačica izvorne stranice od 2. srpnja 2007. (Wayback Machine)
- Umjetnički rukotvori s festivala Krajina mrij  Arhivirana inačica izvorne stranice od 10. srpnja 2010. (Wayback Machine)